# Czoczkan

S
Czoczkan – wieś w Armenii, w prowincji Lorri. W 2011 roku liczyła 1559 mieszkańców.